# Vi ses i Song My
Vi ses i Song My är en bok från 1970 av P.C. Jersild. Boken handlar om Rolf Nylander, som är stabspsykolog vid krigsmakten. Tillsammans med en grupp specialister, bland annat en psykiater och en sjuksköterska, bildar han Personaladministrativa Försökssektionen (PAFS) med uppgift att främja gräsrotsdemokrati i den svenska krigsmakten. Trots den samvetsömme Nylanders ansträngningar blir demokrati och medinflytande endast tomma ord.